# Кеолвульф (король Уэссекса)
Кеолвульф (англ. Ceolwulf, умер в 611) — король Уэссекса (597—611), брат Кёла.

## Биография
Всё правление Кеолвульфа прошло в войнах с бриттами, пиктами и скоттами. Кроме того, в 607 году произошло сражение Кеолвульфа с южными саксами. Его исход в хрониках не упомянут. Но, учитывая, что южные саксы в тот период в хрониках больше вообще не упоминались, можно предположить, что они были слабым в военном отношении племенем и потерпели поражение.